# Saint-Jean-Rohrbach
 Saint-Jean-Rohrbach  es una población y comuna francesa, en la región de Lorena, departamento de Mosela, en el distrito de Sarreguemines y cantón de Sarralbe.

## Demografía
| 771 | 862 | 861 | 942 | 897 | 958 |
| Para los censos de 1962 a 1999 la población legal corresponde a la población sin duplicidades (Fuente: INSEE [Consultar]) |     |     |     |     |     |